# Anne Friedrich (Volleyballspielerin)
Anne Friedrich (* 6. Dezember 1984 in Wildeshausen; jetzt Anne Schmitt) ist eine deutsche Volleyball- und Beachvolleyballspielerin.

## Karriere Halle
Friedrich begann 1997 mit dem Volleyball beim heimischen VSC Guldental. 2002 wechselte sie zum 1. VC Wiesbaden, mit dem sie 2004 in die 1. Bundesliga aufstieg. Nach einem vierten Platz 2007 verließ sie im Februar 2008 nach Differenzen mit Trainer Luis Ferradas der Verein. Von 2008 bis 2010 spielte Friedrich beim Ligakonkurrenten Aurubis Hamburg, mit dem sie 2009 ebenfalls Bundesliga-Vierte wurde. Von 2010 bis 2014 spielte die Außenangreiferin bei WiWa Hamburg, mit dem sie sich 2012 für die 3. Liga Nord qualifizierte. Nach ihrer Hochzeit und zweiten Pause war sie seit 2019 als Schmitt beim Regionalligisten VG Elmshorn aktiv.

## Karriere Beach
Seit 2002 spielt Friedrich auch Beachvolleyball auf nationalen Turnieren. Mit Rebecca Späth gewann sie 2003 den Renault Beach Cup in Dresden. 2004 spielte Friedrich mit Jana Köhler und gewann den Renault Beach Cup auf Norderney. Friedrich/Köhler nahmen auch an der Qualifikation zur Europameisterschaft in Timmendorfer Strand teil. 2006 und 2008 spielte Friedrich zusammen mit ihrer jüngeren Schwester Katharina. Von 2009 bis 2012 hatte Friedrich verschiedene Partnerinnen, darunter Fritzi Halwas und Anna Behlen. Nach ihrer Babypause spielte sie 2015 an der Seite von Anne Matthes und qualifizierte sich erstmals für die deutsche Meisterschaft in Timmendorfer Strand. Nach ihrer zweiten Pause ist Schmitt seit 2021 auch auf dem Sand wieder aktiv. 2022 war Julia Laggner ihre Partnerin. Mit Sophie Apel siegte sie 2023 beim „Rock the Beach“-Ersatzturnier in Stuttgart und erreichte bei der deutschen Meisterschaft Platz neun.
2015 war Friedrich auch Trainerin an der Beach-Academy.

## Berufliches
Anne Friedrich ist studierte Polizeikommissarin.